# フェムテック
フェムテック（英語: Femtech）とは、女性の健康の課題をテクノロジーで解決する製品やサービスのことである。「female technology」を略した用語。

## 概要
フェムテックは比較的新しい概念である。その範囲は、妊娠、不妊、避妊、授乳、育児、生理用品、産後ケア、婦人科系疾患、セクシュアル・ウェルネスなど多岐にわたる。

## 歴史
フェムテックの起源は1960年代に遡ることができる。この時代はピル黎明期であり、マーガレット・サンガーの活動の歴史を経て、アメリカ食品医薬品局（FDA）によって経口避妊薬（Enovid）が承認されて大きな反響を呼んだ。男性用のコンドームが製造されたのは100年以上前なので、このときやっと女性が自分自身で避妊する技術を手に入れることができた。
しかし、女性の健康を改善するテクノロジーはなかなか発展しなかった。出産の可能性のある女性を臨床試験から除外する方針がとられたことも、研究が進まない要因となった。また、女性は医療に年間でおおよそ最大5000億ドル（約53兆円）を使っていると言われているが、投資家は女性の健康問題を解決するプロダクトに関心がなかった。男性向けの性に関する商品（バイアグラなど）は速やかに承認される一方で、女性の性はタブー視されていた。

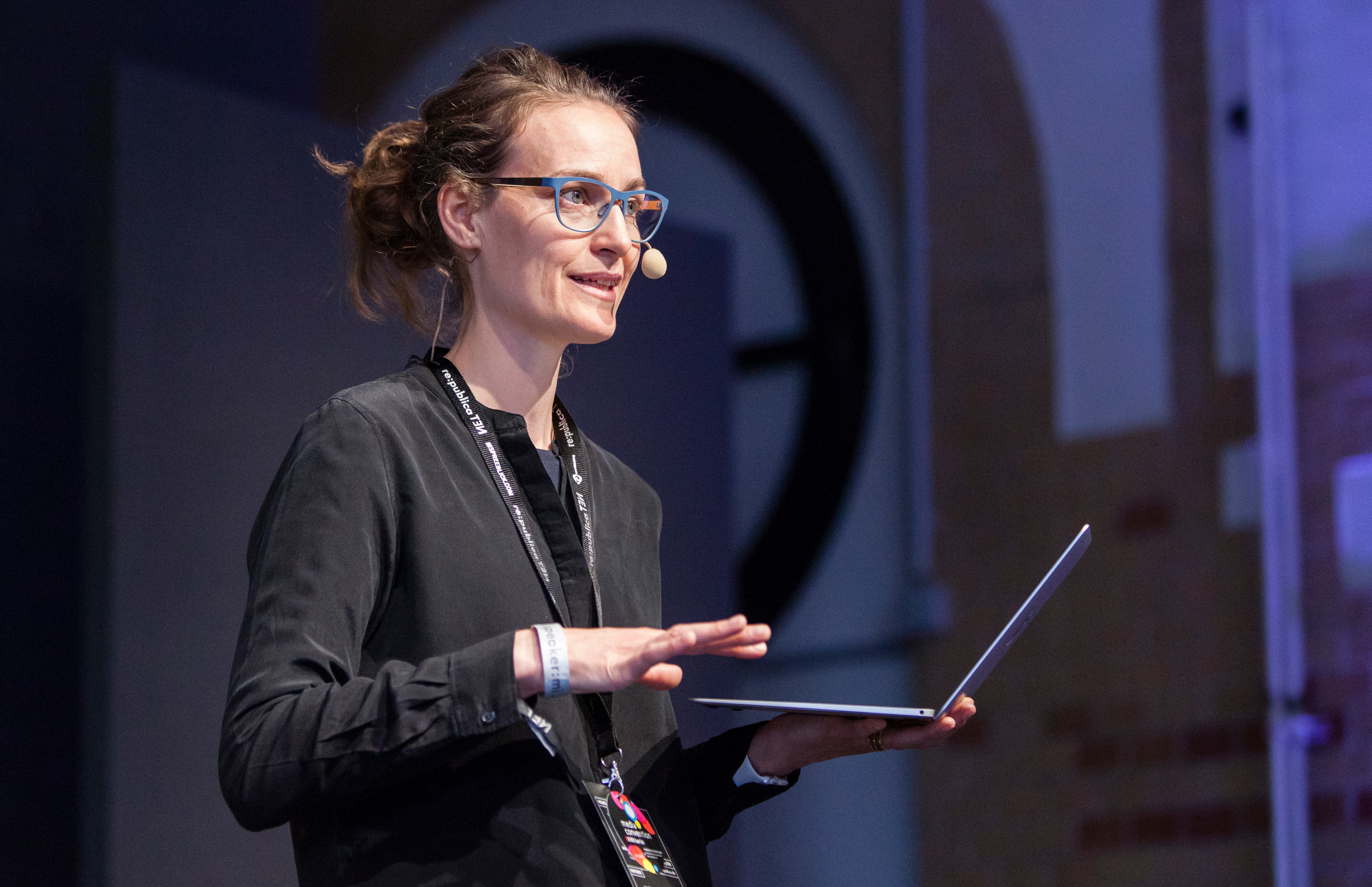
イダ・ティン

そんな中、デンマーク出身の起業家イダ・ティンを始めとする女性イノベーターがフェムテックを普及させた。イダ・ティンは生理トラッキングサービス「Clue」(英語版）を開発、従来の女性らしさを象徴するピンクなどを使用しないデザインが好評となった。
その後は急成長分野として注目を集め、フェムテックのベンチャーキャピタル資金調達額はどんどん増加し、2018年には6億2000万ドルを超えたことが報告され、2030年末までに少なくとも30億ドルに到達すると推測されている。また、2025年には世界全体で5兆円規模の巨大な市場になると予想されている。この成長の背景には「#＃MeToo」運動などフェミニズムによって女性が声を上げやすくなったことも影響している。
2020年は日本でも「フェムテック元年」と言われ、フェムテック市場の企業数は、2020年11月には97社にまで増加したと報告されている。2021年にはジーユーやユニ・チャーム等大手企業の参入も見られた。

## 課題
一般に、健康保険業界での個人情報の扱いについては、米国ではHIPAA法で規制・管理されているわけである。だがフェムテックアプリなどは（医療業界や、他分野のアプリと同様に）ユーザーの個人情報を収集・蓄積するのだが、HIPAA法で管理されるわけではない。データプライバシー(information privacy）の状況は、ひとつひとつのフェムテックアプリごとに異なるので、消費者は、フェムテックアプリにいきなり個人情報を入力してしまう前に、それの「プライバシーポリシー」つまり「個人情報の扱いかたに関する方針」などを熟読して、そのアプリに自分のきわめて個人的な情報を入力してよいものかそうでないかを判断したほうがよい。アプリのプライバシーポリシーは、それを開発・提供している会社ごとに異なっており、一方で個人データを売ったり貸したりはしない、と明記しているアプリ/会社もあるが、他方でそういうことを明言していない（あやしげな）アプリ/会社もあるからである。
日本では、近年登場した生理用品の多くは医薬品医療機器法の規定外の「雑品」として扱われ、品質基準がなく効能も示せない。こうした事態を打破しようと、2020年10月に野田聖子を会長、宮路拓馬を事務局長とする「フェムテック振興議員連盟」が発足し、商品・サービスの質や安全性の基準を示せるよう、厚生労働省や関連企業と協力して審査基準を設けることを目指している。

## プロダクト例
- 月経カップ[11]
- 吸水型生理ショーツ[11][12]
- 月経周期管理アプリ[13]
- 陣痛トラッカー[14]
- 骨盤底筋トレーニング機器[12]

## 関連団体
フェムテック関連産業を推進する団体・グループとして、Femtech Community Japan（2021年3月設立、国内外のFemtech関連のビジネス・プロダクト・サービス推進のためのコミュニティ）、一般社団法人メディカル・フェムテック・コンソーシアム（2020年9月設立、フェムテックに関する医療・薬事上の適性評価と社会適応を推進）などが挙げられる。